# József Kiprich
Dans le nom hongrois Kiprich József, le nom de famille précède le prénom, mais cet article utilise l’ordre habituel en français József Kiprich, où le prénom précède le nom.
József Kiprich (né le 6 septembre 1963 à Tatabánya) est un footballeur international hongrois qui évoluait au poste d'attaquant. Il s'est reconverti comme entraîneur.

## Biographie
Kiprich a marqué 28 buts en 70 sélections en équipe de Hongrie entre 1984 et 1995. Il a participé à la coupe du monde 1986 où la Hongrie fut éliminée au premier tour, subissant deux lourdes défaites contre l'URSS (0-6) et la France (0-3).
Après avoir passé dix ans dans le club de sa ville natale Tatabánya et inscrit 75 buts en 180 matches, il tente sa chance à l'étranger en 1989, au Feyenoord Rotterdam. Il passera six ans au Feyenoord, remportant un titre de champion des Pays-Bas en 1993 et quatre coupes des Pays-Bas en 1991, 1992, 1994 et 1995. Kiprich réalise sa meilleure saison l'année du titre (1992-1993) en inscrivant 18 buts en 25 matches.
En 1995, il surprend tout le monde en s'engageant avec le club chypriote de l'APOEL Nicosie. Il y restera deux ans, remportant un championnat, deux coupes et un titre de meilleur buteur.
Après un bref retour aux Pays-Bas, à Den Bosch, il rejoint en 1998 le club de ses débuts, Tatabánya rebaptisé Lombard FC Tatabánya et qui évolue alors en Division 2. C'est là qu'il achève sa carrière en 2001.

## Clubs successifs
- 1980-1989 : Tatabánya  Hongrie
- 1989-1995 : Feyenoord Rotterdam  Pays-Bas
- 1995-1997 : APOEL Nicosie  Chypre
- 1997-1998 : FC Den Bosch  Pays-Bas
- 1998-2001 : Tatabánya  Hongrie

## Palmarès

### En club
- Champion des Pays-Bas en 1993 avec le Feyenoord Rotterdam.
- Champion de Chypre en 1996 avec l'APOEL Nicosie.
- Vainqueur de la Coupe des Pays-Bas en 1991, 1992, 1994 et en 1995 avec le Feyenoord Rotterdam.
- Vainqueur de la Coupe de Chypre en 1996 et 1997.

### EnÉquipe de Hongrie
- 70 sélections et 28 buts entre 1984 et 1995
- Participation à la Coupe du Monde en 1986 (Premier Tour) - 2 matchs disputés

### Distinctions individuelles
- Meilleur buteur du championnat de Hongrie en 1985 (18 buts) avec le FC Tatabánya
- Meilleur buteur du championnat de Chypre en 1996 (25 buts) avec l'APOEL Nicosie